# Igor Nikolajewitsch Panarin

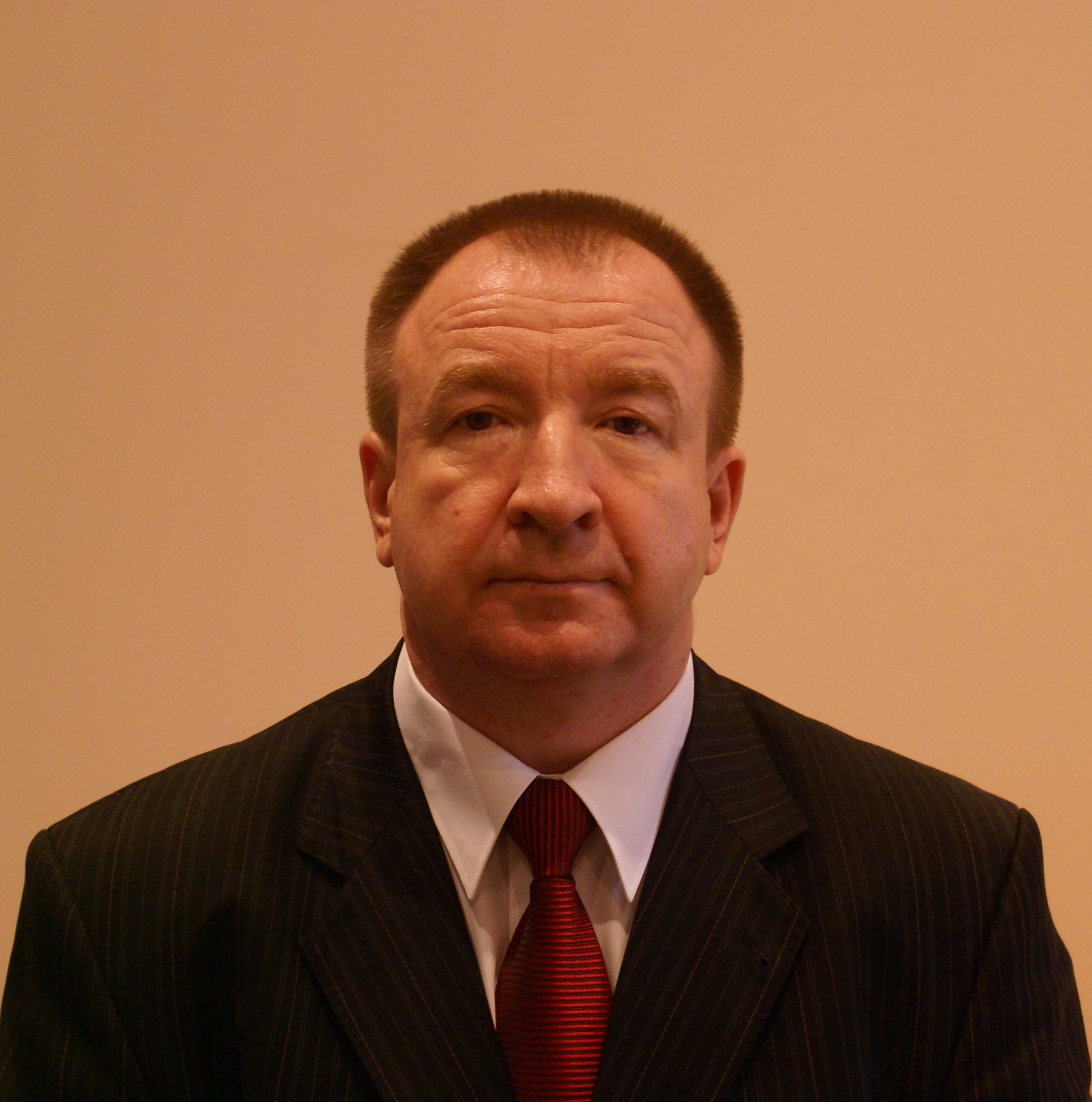
Igor Nikolajewitsch Panarin

Igor Nikolajewitsch Panarin (russisch Игорь Николаевич Панарин; * 1958) ist ein russischer Politologe, Psychologe und Ökonom. Er lehrt an der Diplomatischen Akademie des Ministeriums für äußere Angelegenheiten der Russischen Föderation (russisch: Дипломатическая академия Министерства иностранных дел Российской Федерации).
Nach der Finanzkrise 2008 und der sich danach herauskristallisierenden weltweiten Wirtschaftskrise, von der Russland im Jahr 2008 stark betroffen war, genießt seine Person eine starke Aufmerksamkeit in den russischen Medien, da er eine Dekade früher den Verlust der führenden Stellung der USA in einer unipolaren Welt und damit den Beginn des Niedergangs der USA für das Jahr 2010 prognostizierte.

## Leben
Panarin promovierte in Politologie und studierte US-amerikanische Ökonomie. Er ist Kandidat für Wissenschaften der Psychologie und Akademiker für militärische Wissenschaften. Seine Karriere startete er als Analyst des sowjetischen Geheimdienstes KGB. Heute lehrt er an der Diplomatischen Akademie des Ministeriums für äußere Angelegenheiten der Russischen Föderation.

## Theorie
Er prognostizierte gegen Ende des 20. Jahrhunderts, zur Zeit der Hausse der späten 1990er Jahre, einer Hochzeit positiver Prognosen für die US-amerikanischen Konjunkturaussichten der nächsten Zukunft und dem gleichzeitigen KO-Zustand des russischen Staates, den möglichen Beginn des Untergangs der USA für das Jahr 2010. Seiner Aussage nach würde ein Bürgerkrieg, der über einige Zeit zum kompletten Kollabieren der Union der amerikanischen Staaten führen würde, ähnlich wie die Welt dies mit der Sowjetunion und Jugoslawien mitverfolgen durfte, folgen. Der Bürgerkrieg soll durch mehrere Brandherde, die unmittelbar kaum etwas miteinander zu tun haben, verteilt über die USA entfacht und durch diese über die Jahre hinweg genährt werden. Ethnische, vor allem wegen des in den USA vorherrschenden latenten Rassismus, durch die stark zunehmende Umverteilungsproblematik zwischen reichen und ärmeren Staaten auch ökonomisch und letztlich religiös motivierte Spannungen, würden den ohnehin bestehenden Werteverfall der Bürger und damit den Niedergang des Einheitsstaates USA katalysieren. Dabei sollen sich sechs Nachfolgestaaten bilden.
Das Auseinanderbrechen wird durch die Einflussnahme anderer größer und mächtiger gewordener Staaten zu einem späteren Zeitpunkt kontrolliert fortgesetzt werden, ähnlich dem Einfluss, welchen die USA heute auf andere Länder zur Machterweiterung anwenden, z. B. zuletzt in Serbien. So werden Russland und Kanada um Alaska wetteifern, Kanada würde sich der nördlichen Staaten bemächtigen, während die Hispanics, weitgehend autonom, aber gestützt von ihren unterschiedlichen Herkunftsländern Mittel- und Südamerikas, mit den englischsprachigen Afroamerikanern um Einfluss in den klimatisch ihrer Lebensart entsprechenden Regionen streiten. Neben diesen wird die neu begründete Republik Texas in Abhängigkeit von Mexiko geraten. An der Ostküste würde ein Atlantisches Amerika entstehen, das eventuell Mitglied der EU werden könnte. Die neu entstandene Republik Kalifornien würde in wirtschaftliche Abhängigkeit von China geraten, während das von den USA im 19. Jahrhundert annektierte Hawaii Japan oder China in die Hände fallen würde.
Diese Einschätzung und Entwicklung wird nach seiner Aussage Russland zu einer global führenden Stellung verhelfen, wenn es diesem gelingt, den für diese Zwecke benötigten Einfluss auf das Weltfinanzsystem, das bisher unter starkem US-amerikanischem Einfluss gestanden hat, neben anderen Anwärtern, vor allem aber China, auszubauen und seinen Anspruch geltend zu machen. Allerdings würde Russland durch seine Abhängigkeit von US-amerikanischen Investitionen und den wahrscheinlichem Rückgang der Kaufkraft der EU-Staaten ökonomisch schwer getroffen werden. 

### Parallele Theorien und Expertisen
Damit findet die vor allem in der EU differenziert betrachtete bis stark kritisierte Expertise des Politologen Samuel P. Huntington, die er in seinem Buch Kampf der Kulturen aus dem Jahr 1996 publizierte, durch Panarins Theorie ein entsprechendes russisches, jedoch nur auf die USA fixiertes Pendant.
Auch die Aussagen im Global Trends 2025 des im November 2008 veröffentlichten Berichts des US-amerikanischen nationalen Geheimdienstrates NIC zeigen einen Machtverlust der USA auf. Jedoch erwarten diese den Verlust der Stellung der USA als ökonomischer Primus erst bis zum Jahre 2025.

## Schriften
- Информационная война и мир (Nachrichten im Krieg und Frieden); 2003; ISBN 5-224-04397-2
- Информационная война и выборы (Nachrichten im Krieg und bei Wahlen); 2003; ISBN 5-9584-0002-9
- Информационная война и дипломатия (Nachrichten im Krieg und Diplomatie); 2004; ISBN 5-9584-0032-0
- Информационная война, PR и мировая политика (Nachrichten im Krieg, PR und Friedenspolitik); 2006; ISBN 5-93517-297-6